# Franse renaissance

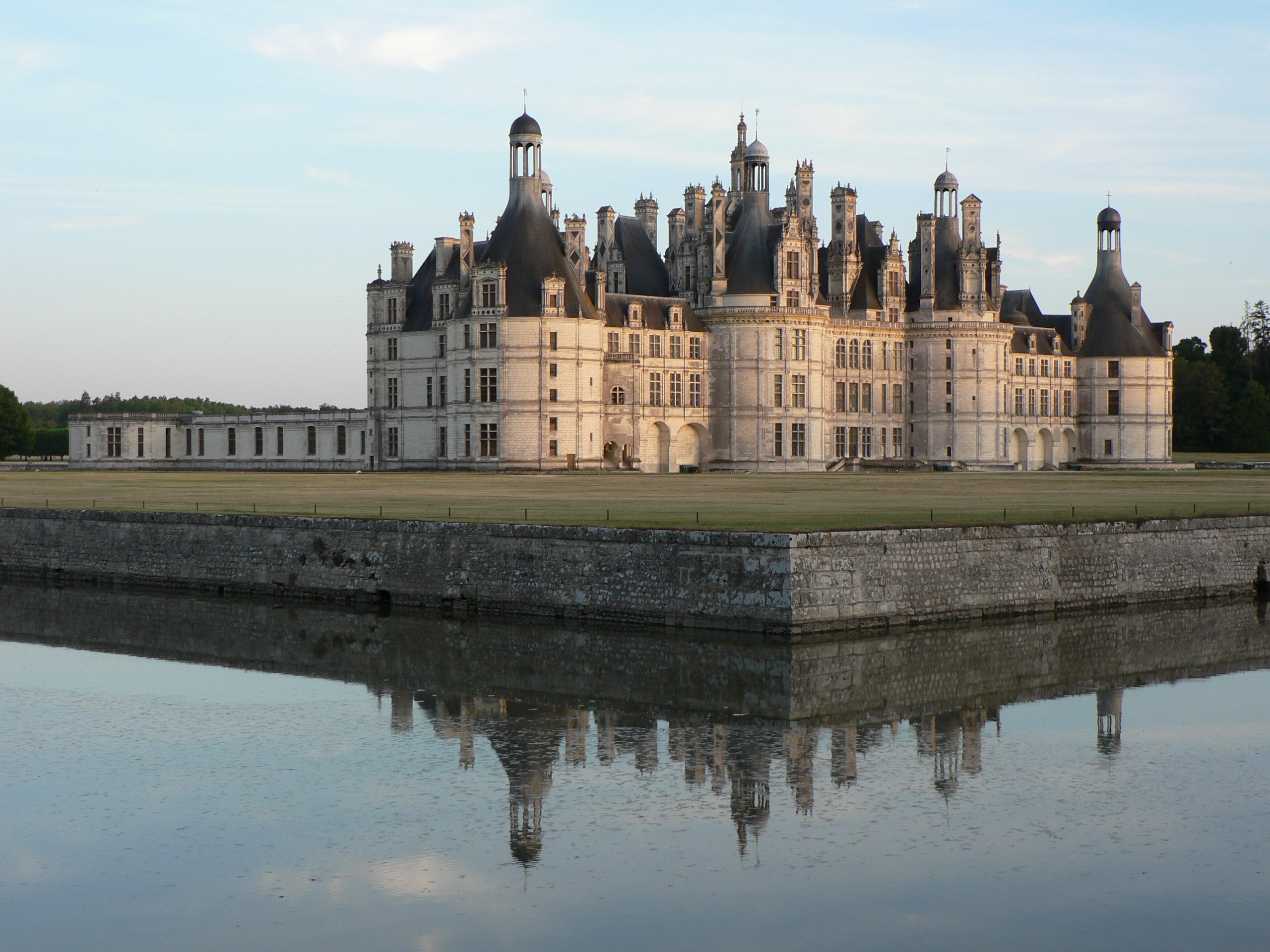
Kasteel Chambord

Franse renaissance is een term die gebruikt wordt om er de culturele en artistieke beweging in Frankrijk mee te omschrijven uit de late 15e eeuw tot het begin van de 17e eeuw. Historici zijn van oordeel dat zoals voor vele andere Europese landen de oorsprong ervan in het 14e-eeuwse Noord-Italië ligt. De Franse renaissance strekt zich traditioneel uit van (ongeveer) de Franse invasie van Italië in 1494 tijdens de regeerperiode van Karel VIII tot de dood van Hendrik IV in 1610.
Gesteld kan worden dat de renaissance in Frankrijk begon met de expeditie van Karel VIII naar Napels. Lodewijk XII en Frans I spendeerden heel wat energie in de poging om Italiaanse provincies in hun bezit te krijgen. De echtgenote van Hendrik II was Catharina van de Medici-familie en haar kinderen, Karel IX en Hendrik III, werden geïtalianiseerde Fransen. De verbinding tussen Frankrijk en Italië was in de periode 1494-1589 dus continu. Italianen kwam naar Frankrijk als hovelingen, ambassadeurs, zakenlieden en kunstenaars. De Franse samenleving van de gegoede klasse kreeg een sterk Italiaanse kleur, en het hof dweepte met de Italiaanse cultuur en zeden.
In de school van Fontainebleau, onder het beschermheerschap van Frans I, werd die Italiaanse invloed duidelijk merkbaar. De bouwstijl die was ontwikkeld door Bullant, De l'Orme en Lescot kreeg wel een persoonlijk nationaal tintje, zoals te merken is aan de koninklijke en prinselijke paleizen van Chenonceaux, Chambord, Anet, Ecouen, Fontainebleau, het Louvre en elders. Hieruit komt een stijl naar voren als mengeling van fantasie en grillige rijkdom van versiering, gecombineerd met zuiverheid van lijnen en een groot ruimtelijk gevoel.
Tijdens het bewind van Frans I bezoeken heel wat Italiaanse schilders Frankrijk. Onder hen bevinden zich Francesco Primaticcio, Andrea del Sarto en Leonardo da Vinci. Maar hun voorbeeld leverde niet meteen een grote Franse schilderschool op. Die zou pas in de volgende eeuw ontstaan met Nicolas Poussin en Claude Lorrain die door een vermenging van Italiaanse en Vlaamse invloeden de geest van de klassieke opleving zouden vertegenwoordigen.
In de beeldhouwkunst daarentegen, werden Franse beeldhouwers als Jean Goujon, Louis Cousin en Germain Pilon evenzeer bewonderd als de Italiaanse kunstenaars. Intussen bloeiden ook de 'kleine kunsten', waaronder glasschilderkunst, edelsmeedkunst, juweelkunst, het maken van gravures, wandtapijten, houtsnijwerk, pottenbakken, enzovoort.
Franse literatuur reageerde snel op de renaissance-invloed. Philippe de Commynes, de historicus die Karel VIII op zijn expeditie naar Napels begeleidde, verschilde van de oudere Franse kroniekschrijvers door een scherpzinnigheid en analytische stijl die aan een Venetiaans ambassadeur doet denken. Ook François Villon, zijn tijdgenoot, is in wezen reeds een moderne dichter vanwege de levendigheid waarmee hij zichzelf beschrijft, op een manier die we nu realisme noemen.
Maar de beslissende wending kwam met Pierre de Ronsard en zijn kameraden van De Pléiade. Het was hun doel om het Frans van volkstaal tot het niveau van de klassieke schrijvers te brengen, en daarbij maakten ze gebruik van allerlei soorten Italiaanse verzen. De verfijning die ze daarbij voor ogen hadden, vonden ze in het werk van Francesco Petrarca.
Ondertussen werd ook het drama door onder meer Robert Garnier naar klassieke voorbeelden uitgewerkt. Net zoals in Italië werd daarbij teruggegrepen op Seneca en de drie-eenheid van tijd, plaats en handeling.
Vertalingen uit het Grieks en Latijn naar het Frans volgden elkaar snel op aan het begin van deze periode. Jacques Amyots Piularch en zijn Daphnis et Chloe behoren tot de mooiste voorbeelden van Frans proza uit die tijd. En dan was er natuurlijk nog de eerste van de essayisten, Michel de Montaigne, die zich ook liet inspireren door klassieke auteurs. François Rabelais’ meesterwerken behoren eveneens tot het beste wat de Franse literatuur heeft voortgebracht.
In het algemeen kan gesteld worden dat Frankrijk, tussen Vlaanderen en Italië, erin slaagde om het beste van beide werelden te assimileren in een eigen waardevolle kunstproductie.